# عامل خنک‌کننده (فیلم)
عامل خنک‌کننده (به انگلیسی: Chill Factor) یک فیلم زوج هنری، کمدی اکشن و دلهره‌آور آمریکایی محصول سال ۱۹۹۹ به کارگردانی هیو جانسون (در اولین کارگردانی خود) با بازی کوبا گودینگ جونیور و اسکیت اولریش است. این فیلم متمرکز شده بر روی دو غیرنظامی که ناخواسته مجبورند یک سلاح شیمیایی کشنده را از دست تروریست‌ها محافظت کنند.

## داستان
ده سال پس از یک آزمایش نظامی پنهان در جزیره ای از راه دور اقیانوس آرام به اشتباه انجامید و هجده سرباز را به قتل رساند.
حالا این سلاح خطرناک شیمیایی زیستی وقتی به دمای ۵۰ درجه فارنهایت برسد، اتفاق بدی می‌افتد و در این میان ۲ مرد در تلاش‌اند تا جلوی این اتفاق را بگیرند با خنک کردن و خنثی کردن این سلاح …

## بازیگران
- کوبا گودینگ جونیور
- اسکیت اولریش
- پیتر فرث
- دیوید پیمر
- هادسن لایک
- دانیال هوگو کلی
- کوین جی. اوکنر
- ردا گریفیس
- جردن مت
- جادسون میل
- ری مک کورت به عنوان خلبان هلیکوپتر

## فیلمبرداری

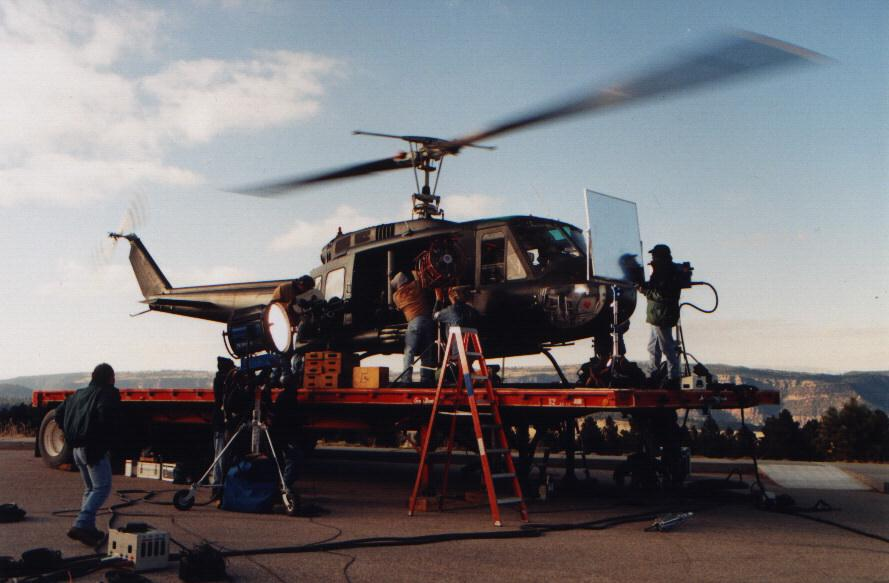
خلبان هلیکوپتر ری مک کورت در حال فیلمبرداری از عوامل چیل

فیلمبرداری اصلی از ۵ اکتبر ۱۹۹۸ آغاز شد. اگرچه این فیلم در مونتانا تنظیم شده است، اما اکثر صحنه‌ها در لیبرتی، کارولینای جنوبی فیلمبرداری شد. و همچنین از شمال شرقی یوتا. تولید در ۲۲ دسامبر ۱۹۹۸ به پایان رسید.

## پذیرش انتقادی
این فیلم به‌طور کلی نقدهای منفی دریافت کرد. و در سینما مورد استقبال تماشاگران قرار نگرفت طوری که این فیلم تبدیل به بمب گیشه شد.